# Escherichia coli O157:H7
Escherichia coli O157:H7 là một kiểu huyết thanh của loài vi khuẩn Escherichia coli  và là một trong những loại E. coli sản sinh độc tố Shiga. Đây là nguyên nhân gây bệnh, điển hình là bệnh do ăn uống, thông qua việc ăn thức ăn bị ô nhiễm và sống, bao gồm cả sữa tươi sống và thịt bò xay chưa nấu chín. Nhiễm loại vi khuẩn gây bệnh này có thể dẫn đến tiêu chảy xuất huyết và suy thận; chúng đã được báo cáo là gây ra cái chết cho trẻ em dưới năm tuổi, bệnh nhân cao tuổi và bệnh nhân có hệ thống miễn dịch bị tổn hại.
Lây truyền qua đường phân - miệng, và hầu hết bệnh tật là do ăn rau xanh bị ô nhiễm, thịt chưa nấu chín và sữa tươi.